# Монвалле
Монвалле (італ. Monvalle) — муніципалітет в Італії, у регіоні Ломбардія, провінція Варезе.
Монвалле розташоване на відстані близько 540 км на північний захід від Рима, 65 км на північний захід від Мілана, 16 км на захід від Варезе.
Населення — 2009 осіб (2014).
Щорічний фестиваль відбувається 26 грудня. Покровитель — святий Степан.

## Демографія
Населення за роками:

Станом на 1 січня 2023 року в муніципалітеті офіційно проживало 110 іноземців з 31 країни, серед них 66 громадян країн Євросоюзу та 3 громадяни України.

## Сусідні муніципалітети
- Бельджирате
- Безоццо
- Леджуно